# Розенберг, Густав Отто
Густав Отто Розенберг (швед. Otto Gustaf Rosenberg; 9 июня 1872 — 30 ноября 1948) — шведский ботаник.

## Биография
Густав Отто Розенберг родился 9 июня 1872 года в городе Гётеборг.
Розенберг учился в университетах Уппсалы, Стокгольма и Бонна. В 1895 году он получил степень бакалавра в Уппсальському университете, а в 1899 году степень доктора философии в Боннском университете, где он учился у Эдуарда Страсбургера (1844-1912).
Густав Отто Розенберг умер 30 ноября 1948 года.

## Отдельные научные труды
- Physiologisch-cytologische Унтерсучунген über Drosera rotundifolia (1899)
- Über die Transpiration mehrjähriger Blätter (1900)
- Ueber die Pollenbildung von Zostera (1901)
- Ueber die Individualität der Chromosomen (1904)
- Zur Kenntnis der Reduktionsteilung in Pflanzen (1905)
- Cytological Studies on the Apogamy in Hieracium (1907)
- Cytologische und morphologische Studien an Drosera longifolia × rotundifolia (1909)